# Evergestis dilutalis
Evergestis dilutalis là một loài bướm đêm trong họ Crambidae.